# Stoddard-Dayton

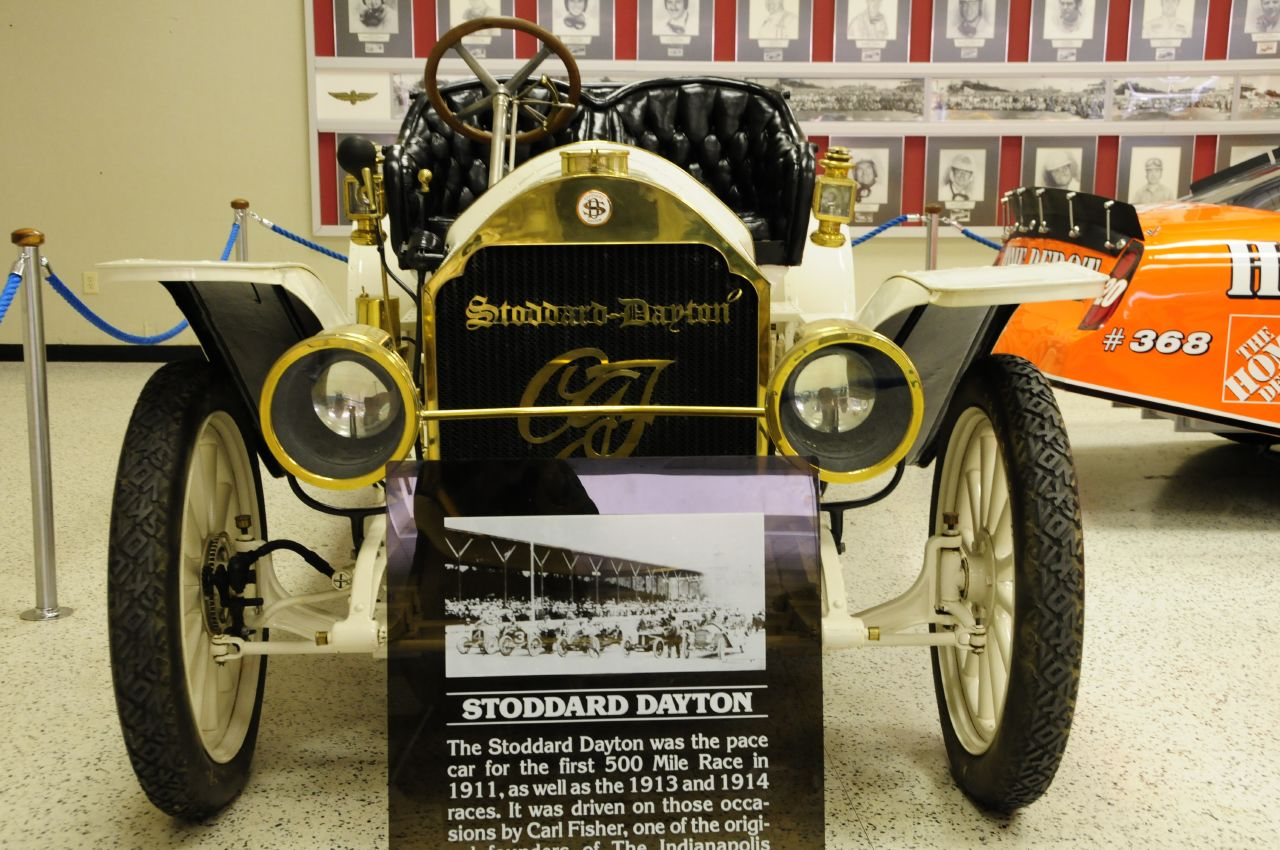
Stoddard-Dayton

Stoddard-Dayton är ett bilmärke som tillverkades av Dayton Motor Car Company i Dayton, Ohio, USA, mellan 1905 och 1913.
En Stoddard-Dayton var pace car vid historiens första Indianapolis 500 1911. Man hade även detta prestigefyllda uppdrag 1913 och 1914.